# Coptops robustipes
Coptops robustipes es una especie de escarabajo longicornio del género Coptops, tribu Mesosini, subfamilia Lamiinae. Fue descrita científicamente por Pic en 1925.

## Descripción
Mide 16-25 milímetros de longitud.

## Distribución
Se distribuye por Laos y Vietnam.